# Бородулин, Василий Иванович
Василий Иванович Бородулин  (28 декабря 1931 — 10 января 2024) — советский бригадир, передовик производства в системе мелиорации и водного хозяйства. Герой Социалистического Труда (1971).

## Биография
Родился 28 декабря 1931 года в деревне Шуранкуль, Красноармейского района, Челябинской области в крестьянской семье.
С 1944 года после окончания сельской школы, работал колхозником и прицепщиком в местном колхозе имени К. Е. Ворошилова. С 1950 года после окончания курсов механизаторов работал трактористом Русско-Теченской машинно-тракторной станции. До 1959 года после службы в Советской армии вернулся на прежнее место работы.
С 1959 по 1960 годы — слесарь, путевой рабочий шахты «Куллярская». С 1960 по 1964 годы — машинист бульдозера-скрепера Шершневского строительно-монтажного управления «Уралгидростроя» в Челябинске. С 1964 по 1969 годы — машинист бульдозера-скрепера управления «Ставропольгидрострой» города Черкесска.
4 октября 1966 года «за высокие показатели в труде» В. И. Бородулин был награждён орденом Трудового Красного Знамени.
С 1969 по 1982 годы работал машинистом бульдозера и  бригадиром треста «Краснодаргидрострой» в городе Краснодар. 8 апреля 1971 года Указом Президиума Верховного Совета СССР «за выдающиеся производственные успехи, достигнутые в области сельскохозяйственного производства и выполнении пятилетнего плана продажи государству продуктов земледелия и животноводства» Василий Иванович Бородулин был удостоен звания Героя Социалистического Труда с вручением Ордена Ленина и золотой медали «Серп и Молот».
С 1982 по 2007 годы работал мастером производственного обучения Краснодарского профессионально-технического училища № 68. С 1998 года одновременно с основной деятельностью работал заместителем председателя Краснодарской краевой общественной организации «Герои Отечества».
Скончался 10 января 2024 года на 93-м году жизни.

## Награды
- Медаль «Серп и Молот» (8.04.1971)
- Орден Ленина (8.04.1971)
- Орден Октябрьской революции (18.03.1976)
- Орден Трудового Красного Знамени (4.10.1966)